# Länsväg 302
De Zweedse weg 302 (Zweeds: Länsväg 302) is een provinciale weg in de provincie Gävleborgs län in Zweden en is circa 23 kilometer lang.

## Plaatsen langs de weg
- Kungsgården
- Backberg
- Ytterbyn
- Järbo

## Knooppunten
- E16/Riksväg 68 bij Kungsgården (begin)
- Länsväg 272 (einde)